# Sobarocephala diversipes
Sobarocephala diversipes är en tvåvingeart som beskrevs av Charles Howard Curran 1939. Sobarocephala diversipes ingår i släktet Sobarocephala och familjen träflugor.
Artens utbredningsområde är Panama. Inga underarter finns listade i Catalogue of Life.